# Сейид Йомер (квартал)
„Сейид Йомер“ (на турски: Seyyid Ömer) е квартал на Истанбул, разположен в градска околия Фатих. Общата му площ е 0,47 км2. Според данни на Адресната система за регистриране на населението (ABPRS) към 2024 г. населението на „Сейид Йомер“ е 23 649 жители.